# Indiana Pacers 2015-2016
La stagione 2015-16 degli Indiana Pacers fu la 41ª nella NBA per la franchigia.
Gli Indiana Pacers arrivarono secondi nella Central Division della Eastern Conference con un record di 45-37. Nei play-off persero al primo turno con i Toronto Raptors (4-3).

## Roster
| N° | Naz.                   | Ruolo | Sportivo           | Anno | Alt. | Peso \|\| |
| -- | ---------------------- | ----- | ------------------ | ---- | ---- | --------- |
| 0  | Stati Uniti (bandiera) | GA    | C.J. Miles         | 1987 | 198  | 105       |
| 1  | Stati Uniti (bandiera) | G     | Joe Young          | 1992 | 188  | 82        |
| 2  | Stati Uniti (bandiera) | G     | Rodney Stuckey     | 1986 | 196  | 93        |
| 3  | Stati Uniti (bandiera) | G     | George Hill        | 1986 | 188  | 82        |
| 5  | Stati Uniti (bandiera) | A     | Lavoy Allen        | 1989 | 206  | 102       |
| 10 | Stati Uniti (bandiera) | A     | Chase Budinger     | 1988 | 201  | 95        |
| 10 | Stati Uniti (bandiera) | G     | Ty Lawson          | 1987 | 180  | 88        |
| 11 | Stati Uniti (bandiera) | G     | Monta Ellis        | 1985 | 191  | 84        |
| 13 | Stati Uniti (bandiera) | GA    | Paul George        | 1990 | 208  | 100       |
| 25 | Stati Uniti (bandiera) | A     | Rakeem Christmas   | 1991 | 206  | 113       |
| 27 | Stati Uniti (bandiera) | C     | Jordan Hill        | 1987 | 208  | 107       |
| 28 | Francia (bandiera)     | C     | Ian Mahinmi        | 1986 | 211  | 104       |
| 33 | Stati Uniti (bandiera) | C     | Myles Turner       | 1996 | 211  | 110       |
| 40 | Stati Uniti (bandiera) | G     | Glenn Robinson     | 1994 | 201  | 101       |
| 42 | Stati Uniti (bandiera) | AC    | Shayne Whittington | 1991 | 211  | 108       |
| 44 | Stati Uniti (bandiera) | A     | Solomon Hill       | 1991 | 201  | 100       |

### Staff tecnico
- Allenatore: Frank Vogel
- Vice-allenatori: Nate McMillan, Dan Burke, Popeye Jones
- Preparatore fisico: Shawn Windle
- Preparatore atletico: Josh Corbell
- Assistente preparatore atletico: Carl Eaton